# 오토 폰 발트부르크

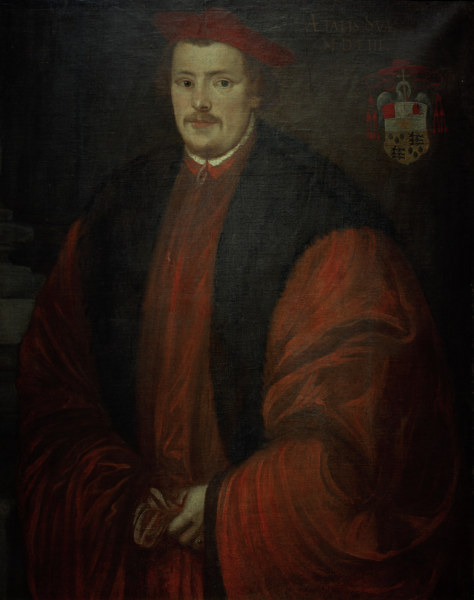
오토 폰 발트부르크 추기경

오토 폰 발트부르크(독일어: Otto von Waldburg, 1514년 2월 26일 - 1573년 4월 2일)는 1543년부터 사망할 때까지 신성 로마 제국의 속령인 아우크스부르크의 교구장 주교이자 추기경이었다.

## 유년시절과 교육
오토 폰 발트부르크는 스와비아의 귀족 집안이자 독일 농민 전쟁 때 신성 로마 제국의 카를 5세 황제를 도와 농민 반란군을 진압하였던 발트부르크 가문 출신으로 셰어 성에서 태어났다. 오토는 성직자가 되기 위해 튀빙겐 대학교, 파도바 대학교, 볼로냐 대학교 등에서 공부하였으며 1534년 파비아 대학교에서 신학 박사학위를 받았다. 그의 동기생으로는 크리스토포로 마드루초, 스타니슬라우스 호시우스, 비르질리우스 등이 있다.
젊은 나이에 오토는 트리엔트, 슈파이어, 아우크스부르크 등지의 의전사제를 지냈다. 1541년 그는 황제의 고문관으로 임명되었다. 1542년 슈파이어의 라이히스타크에서 프로테스탄트 봉기가 일어나자 오토는 이에 대항하여 가톨릭 신앙을 강력하게 수호하였다. 이후, 그는 로마 주재 신성 로마 제국 대사관으로 가던 길에 계획된 트리엔트 공의회를 위해 교황의 의전관과 교황사절로 임명되었다.

## 경력
1543년 5월 10일, 수완이 좋은 야심가였던 오토는 카를 5세 황제의 지원을 받아 아우크스부르크의 교구장이 되었다. 교황 바오로 3세는 카를 5세가 슈파이어 제4차 모임에서 슈말칼덴 동맹의 일부 루터파 제후들에게 양보해준 사안에 대하여 논쟁이 빚어지자 황제와의 논의를 통해 문제를 해결하고자 1544년 오토를 산 발비나 성당의 추기경에 서임하였다. 하지만 오토는 반란을 일으킨 귀족들을 징벌해야 한다며 군사원정을 촉구하였다. 때마침 카를 5세가 루터파인 작센 공작과 동맹을 맺으려고 하던 중 프로테스탄트교도들이 이를 저지하고자 1546년 아우크스부르크 대교구장의 영지인 퓌센 마을에서 난동을 피웠으며, 이는 전쟁의 도화선이 되었다.
오토는 끝까지 카를 5세의 지지자로 남아 있기는 했지만, 아우크스부르크 화의의 조항들에 대해서는 불만을 표하였다. 특히 그의 교구 소재지인 아우크스부르크 내에 난동을 피우는 자들을 다룰 때 더욱 그러하였다. 당시 아우크스부르크 교구의 상황은 참담하였다. 교구 사제들은 대부분 무식하고 비열하였으며, 이러한 사제들에게 실망한 신자들은 차츰 프로테스탄티즘에 동조되어갔다. 오토는 이러한 문제점을 해결하고자 교리 교육, 사목 방문, 교구 시노드, 사목교서 및 종교 지침을 개선하는 것 등을 통하여 가톨릭 신앙을 다시 회생시키기 위하여 부던히 노력하였다. 또한 그는 자신의 거주지에 딜링엔 대학교와 신학교를 설립하였다. 1564년 오토는 이러한 업무 및 시설 관리를 예수회에 일임하였다.
1568년 이래 오토는 평생을 로마에서 살다가 선종하였다.